# 纳加林·桑穆加塔桑
纳加林·桑穆加塔桑（1920年—1993年2月8日）是锡兰共产党（毛主义）第一任总书记。是斯里兰卡泰米尔人中少数国家级政治家之一。斯里兰卡总统迈特里帕拉·西里塞纳在桑穆加塔桑领导下开始了他的政治生涯。

## 生平
来自贾夫纳区的Manipay镇。 1938年始在科伦坡大学学习历史，在那里首次接触了共产主义思想，并遇到从剑桥大学学习回来的英国共产党的支持者。1939年，因二战爆发后在大学散发反帝国主义的传单，他和两位同学被停学，但很快复学。因此获得声名，并于1940年在学生选举中成为大学学生会的总书记。 次年当选学生会主席。同时，他在反对英帝国主义和斯里兰卡兰卡平等社会党的托洛茨基主义者的学生中组织了一群共产主义者。
1943年毕业后，加入工会运动，成为锡兰共产党的全职活动家。成为锡兰工会联合会的负责人并领导了多次罢工，包括1947年的总罢工，1953年的哈塔尔（总罢工）和1955年的交通罢工。
中苏分裂后，于1963年因亲中国而被驱逐出锡兰共产党。 1964年成为锡兰共产党（北京派）（后来的锡兰共产党（毛主义））总书记。在1965年的大选中是共产党（北京派）候选人，获得0.5％的选票。 在文化大革命期间两次访问中国，曾和毛泽东谈话，并对成千上万的红卫兵发表演讲。 在进行武装斗争的印度共产党（马列）成立后，桑穆加塔桑成为中国与印共（马列）之间的联络人。
1971年，在人民解放阵线叛乱后的镇压革命者期间被监禁一年。桑穆加塔桑是政府的目标，并被确定为人民解放阵线创始领导人罗汉·维杰韦里的政治导师之一。期间撰写了书籍《锡兰历史的马克思主义看法》（A Marxist Looks at the History of Ceylon）。
1976年后，他在建立革命国际主义运动（他称为“国际共产主义运动历史上的里程碑”）中发挥了重要作用。1991年，他召集了锡兰共产党（毛主义）会议，以促进新的领导。他最后一次公开露面是保卫阿维马埃尔·古斯曼的国际紧急委员会在伦敦的第一次新闻发布会。1993年2月8日在英格兰去世。

## 著作
这是他撰写的部分书籍和文章。
- A Marxist Looks at the History of Ceylon, 1974, Colombo: Sarasavi Printers
- The Bright Red Banner of Mao Tse-tung Thought, 1969, Colombo: Communist Party Publications, written to commemorate the twentieth anniversary of the founding of the People's Republic of China (excerpt from Chapter IV （页面存档备份，存于）)
- "Castro Joins Anti-China Chorus," Peking Review, Vol. 9, No. 9, 25 February 1966
- Enver Hoxha Refuted, originally published in A World to Win magazine
- How Can the Working Class Achieve Power? A Selection of Articles of Interest to the Working Class Movement, 1963, Colombo: Worker Publications
- The Lessons of the October Revolution, 1964, Colombo: Workers' Pub. House
- "N. Sanmugathasan on Indonesian Revolution," Peking Review, Vol. 9, #37, 9 September 1966
- "Nurtured by Mao Tse-tung’s Thought, China Grows Young," Peking Review, Vol. 9, #46, 11 November 1966
- Political Memoirs of an Unrepentant Communist, 1989, Colombo (excerpts online)
- "Sri Lanka's Week of Shame: an eyewitness account," Race & Class, A Journal for Black & Third World Liberation, Volume XXVI, Summer 1984, No. 1: Sri Lanka: Racism and the Authoritarian State
- Some Notes on Mao's Philosophy, 1986
- "Tremendous International Significance of Mao Tse-tung’s Thought （页面存档备份，存于）," Peking Review, Vol. 11, No. 43, 25 October 1968, pp. 22–23